# Jörg Schmoll
Jörg Schmoll (* 1973) ist ein deutscher Ministerialbeamter und Politiker (SPD). Er war von 2015 bis 2018 der Sprecher des Senats der Freien und Hansestadt Hamburg.

## Leben
Schmoll studierte Politikwissenschaft an der Christian-Albrechts-Universität zu Kiel. Dort war er Vorsitzender des Allgemeinen Studentenausschusses.
Von 1999 bis 2001 war Schmoll stellvertretender Vorsitzender der SPD Schleswig-Holstein. Von 2003 bis 2007 war er Kreisgeschäftsführer der SPD im Hamburger Bezirk Altona. Ab 2007 war er als Referent für die SPD Hamburg tätig. Von 2010 bis 2011 war er als Nachfolger von Bülent Çiftlik Sprecher des Landesverbands.
Von 2011 bis 2015 war er stellvertretender Sprecher des Hamburger Senats. 2015 wurde er als Nachfolger von Christoph Holstein Sprecher des Hamburger Senats. Er amtierte unter den Senaten Scholz II und Tschentscher I. Er amtierte bis November 2018; ihm folgte Marcel Schweitzer nach. Seit 2018 ist Schmoll Leiter der Abteilung Digitalstrategie und Kommunikation im Amt für IT und Digitalisierung der Senatskanzlei.